# Geigenklavier
Das Geigenklavier ist ein Musikinstrument, das ein Klavier mit einem Register Orgelpfeifen zusammen, den Klang einer Geige kombiniert nachahmt. Mit besonders feiner Abstufung der Dynamik sowie Vibrato konnten sie den Klang einer solistisch gespielten Geige realistisch und lebendig wiedergeben. Gesteuert wird es von Lochstreifenrollen. Das Geigenklavier zählt wie das Orchestrion zu den mechanischen Musikautomaten. 
Das Geigenklavier ist nicht zu verwechseln mit dem Streichklavier, einem Tasteninstrument, bei dem die Saiten gestrichen werden.

## Geschichte
Die Firma J. D. Philipps & Söhne in Frankfurt/Main stellte Geigenklaviere her, die unter der Bezeichnung „Pianella Paganini“ bekannt wurden. Ab 1910 fertigte Philipps die Paganini-Reihe, benannt nach Niccolò Paganini, dem berühmtesten Geigenvirtuosen des 19. Jahrhunderts. Sie stehen damit in einer Reihe verschiedener Versuche, den Geigenklang in Automaten zu integrieren. Das Pianella Paganini wurde von Philipps zum Patent angemeldet.

## Varianten
Die Produktpalette der Philipps Geigenklaviere mit Klavier und Geigenregister wurden auch Geigenorchestrion mit mehreren Pfeifenregistern und weiteren Instrumenten wie Klarinette, Xylophon, Trommeln, Tambourin, Becken, Triangel und Kastagnetten gefertigt. 
Die Geigenklaviere bot Philipps sowohl mit einfacher Mechanik zum Einlegen einer Rolle sowie mit  automatischen Rollenwechselmechanik zur Aufnahme mehrerer Rollen an, die ein Abspielen ohne Verzögerung ermöglichten. Diese Mechanikvariante wurde besonders in den damaligen Lichtspielhäusern bis zur Einführung des Tonfilms verwendet. Als Option gab es zudem eine Fernbedienung mit deren Hilfe ein  Filmvorführer das Geigenklavier steuern konnte.

## Erhaltene Instrumente
Seit 2012 befindet sich ein gut erhaltenes Geigenklavier von Philipps „Pianella Paganini Modell 1“, Baujahr ca. 1911, in der Sammlung des  Deutschen Museums in München. Laut den Angaben des Deutschen Museums lagen die Anschaffungskosten damals zwischen 4890 Mark für ein Geigenklavier Modell 1 mit einfacher Mechanik und 19.500 Mark für das „Geigenorchestrion Modell 12“ mit Revolvermechanik.